# Kevin Long
Kevin Finbarr Long (18 d'agost de 1990) és un futbolista professional irlandés que juga de defensa central o lateral pel Burnley FC anglés i per l'equip nacional irlandés.